# Kurt von der Heyden-Rynsch
Kurt Bernhard Heinrich Freiherr von der Heyden-Rynsch II (* 13. September 1867 in Berlin; † 31. Dezember 1916 in Dortmund) war ein deutscher Verwaltungsbeamter.

## Leben
Kurt von der Heyden-Rynsch wurde als Sohn des Hermann von der Heyden-Rynsch und seiner Gemahlin Mathilde von Sydow geboren. Bevor er Rechtswissenschaften an der Ludwig-Maximilians-Universität München studierte, war er Einjährig-Freiwilliger im Hessischen Jäger-Bataillon Nr. 11 und später Leutnant der Reserve im Garde-Schützen-Bataillon. 1889 wurde er Mitglied des Corps Franconia München.
Am 19. November 1891 wurde er als Gerichtsreferendar vereidigt und am 6. Dezember 1893 erhielt er die Urkunde zum Regierungsreferendar. Die Ernennung zum Gerichtsassessor fiel auf den 27. August 1896. Am 7. April 1899 wurde er an das Landratsamt Dortmund überwiesen und hier am 31. Mai mit der kommissarischen Leitung der Behörde beauftragt. Die definitive Ernennung zum Landrat des Landkreises Dortmund datiert vom 30. Mai 1900. Er blieb bis zu seinem Tode Ende 1916 in diesem Amt. Er war der Neffe von Otto von der Heyden-Rynsch, seinem Amtsvorgänger. Kurt war auch tätig als Aufsichtsratsmitglied der Vereinigte Elektrizitätswerke Westfalen und der Gaswerke der Vereinigten Hellwegs-Gemeinden.

## Auszeichnungen
- Landwehrdienstabzeichen II. Klasse
- Roter Adlerorden IV. Klasse
- Johanniterorden